# Islam w Uzbekistanie
Islam w Uzbekistanie wyznawany jest przez 83,3% społeczeństwa tego kraju, na które składają się narodowości takie jak m.in.: Uzbecy, Tadżycy, Kazachowie, Rosjanie i Karakałpacy.

## Historia islamu na terenach Uzbekistanu

### Przed nadejściem islamu
Ślady pierwszej działalności religijnej odnaleźć można już w epoce brązu, w dolinie rzeki Surchan-daria (południowy Uzbekistan), w Dolinie Surchańskiej, osada Sapalli. Osada znajduje się w obrębie Baktryjsko-Margiańskiego Zespołu Archeologicznego. Kultura funeralna wskazuje na przynależność mieszkańców tego zespołu archeologiczne do kultu, z którego wyrósł późniejszy zaratusztrianizm. Według Wojciecha Ejsmonda przykładem takiej tradycji jest choćby niedopuszczanie do kontaktu między ciałem zmarłego a ziemią poprzez pokrywanie dna jamy pogrzebowej wypalaną gliną. Ślady lokalnego kultu widoczne są również w składanych do grobu figurkach przedstawiających kobiety (najprawdopodobniej boginie) oraz drapieżne ptaki.
Na terenach dzisiejszego Uzbekistanu miejscowa ludność od III tysiąclecia p.n.e. utrzymywała kontakty kulturowe i handlowe z krajami Wschodu, o czym świadczą muszelki kauri z Oceanu Indyjskiego, znalezione w dużych ilościach w uzbeckich osadach z epoki brązu i wczesnego żelaza. Na przełomie III-II w. p.n.e. powstaje Szlak Lazurytowy, łączący góry Pamiru – przez Iran i Mezopotamię, aż po Morze Śródziemne – z Egiptem. Szlaki handlowe Azji Środkowej łączyły się z carską drogą karawanową Achemenidów, prowadzącą aż do Indii. Przez sam Uzbekistan przebiegał również Jedwabny Szlak, co umożliwiało kontakt z kulturą europejską. Anatoli S. Sagdullajev zaznacza, że w połowie II tysiąclecia p.n.e. rozpoczął się proces przechodzenia do wczesnopaństwowych form organizacji życia społecznego, spowodowanych kulturą uprawy ziemi. Wielokulturowość, kosmopolityzm oraz pograniczny charakter tożsamości na tych terenach doprowadził do powstania wielu wspólnych dla wszystkich ludów zamieszkujących Azji Środkowej tradycji historyczno-kulturowych, niezależnie od różnic językowych.
Dominujące religie tj. mazdaizm, czy później zaratusztrianizm wskazują na duże wpływy kultury perskiej na tych terenach. Powszechny wśród ludów zamieszkujących starożytny Uzbekistan tekst o charakterze religijnym to Awesta, będąca źródłem życia i czystości moralnej. Innymi produktami kultury przedislamskiej są pisane w językach starotukijskich „Modlitwa pokutna manichejczyków” z V w. n.e. oraz napisy orchono-jenisejskie z VII-XII w. n.e.

### Przybycie islamu
W IV i V wieku ziemie obecnego Uzbekistanu były pod panowaniem koczowniczego ludu Heftalitów. W 565 roku, po pokonaniu ich przez Turków, powstały niezależne struktury państwowe, będące lennami wodzów tureckich. Były to: Buchara, Chorezm, Fergana, Sogd i Czacz. W VIII wieku Arabowie rozpoczęli swoją ekspansję w stronę Azji Środkowej, szerząc tym samym islam wśród lokalnych książąt tureckich. Pozostawali oni wasalami protegowanego gubernatora ziem dzisiejszego Iraku – Qutaby Ibn Muslima, który w 704 roku został gubernatorem Chorasanu, a w latach 706-712 zdobył Bucharę i Samarkandę. W 713-715 roku Qutaba zdobył również Ferganę. W 751 roku Arabowie zdobyli Taszkient, który tym samym (wraz z Kaszgarem) stał się najdalej wysuniętym na wschód terytorium państwa Umajjadów. Lokalni namiestnicy z czasem zyskali niezależność od kalifów, tworząc tym samym swoje dynastie. Największe znaczenie zyskali Samanidzi z Sogdiany.

### Najazdy Mongołów i rządy Timura
W XIII wieku ziemie dzisiejszego Uzbekistanu uległy najazdowi Mongołów, a następnie zostały podzielone między ułus Dżocziego i Czagataja. Z biegiem czasu władza na tych terenach uległa jeszcze silniejszej decentralizacji. W latach 1366-1370 dokonane przez Timura zjednoczenie zapoczątkowało czasy wielkiego imperium. Za jego rządów nastąpił rozkwit polityczny, gospodarczy jak i architektoniczny.

### Panowanie rosyjskie
Zachodni historycy rozpatrują historie Uzbekistanu od wieku XIV, ze względu na brak bezpośrednich granic między działalnością poszczególnych ludów zamieszkujących tereny Azji Środkowej. Nauka sowiecka zaś doszukiwała się ich już w antyku. W XIV wieku nastąpiły podboje tureckich plemion uzbeckich, które utworzyły konkurujące ze sobą chanaty ze stolicami w Chiwie i Bucharze. Od drugiej połowy XVI wieku do wieku XVII dominował chanat bucharski, aż w roku 1747 został przekształcony w Emirat Bucharski. Również w XVII wieku w wyniku buntu, oderwała się od niego prowincja znajdująca się na terenach dzisiejszej Kotliny Fergańskiej i utworzyła chanat kokandzki.
Islam ukształtowany na terenach dzisiejszego Uzbekistanu nazwany jest sufizmem środkowoazjatyckim, ze szczególnymi wpływami szamanizmu. Dwie struktury religijne posiadały ponadlokalne znaczenie, będące spoiwem ówczesnej społeczności muzułmańskiej. Były zakony oraz grobowce świętych – mazary. Szczególne znaczenie posiadało bractwo, założone w Bagdadzie w XII wieku zwane kadyrija. Jego członkowie, jak i członkowie innych bractw, byli zwani muridami. Nie wyróżniali się na tle osób świeckich, lecz byli zobowiązani do absolutnego podporzadkowania się przywódcom bractw (eszon), którym musieli składać świadczenia materialne. Zakon derwiszy (kalandar) powstały w okolicach XVIII wieku wyróżniał się na tle ludności świeckiej ubiorem i stylem życia. Bogatsze i popularniejsze mazary były pod nadzorem szeichów, będących z rodu pochowanego w nim świętego. Manzary były poniekąd sposobem wyjścia ze swojej społeczności, szczególnie dla kobiet. Organizowane do nich pielgrzymki gromadziły ludzi nie tylko z okolic, ale nawet z odległych krajów.
Wraz z początkiem XVIII wieku rozpoczęła się ekspansja Imperium Rosyjskiego w Azji Środkowej. Później, w wieku XIX, Rosja miała pod swoim wpływem tereny Buchary i Kokandu. W 1876 roku, po stłumieniu rozpoczętego rok wcześniej antyrosyjskiego powstania, chanat kokandzki został zlikwidowany, a jego ziemię włączone do gubernatorstwa turkiestańskiego jako obwód fergański. Napór militarny Rosji spowodował zmiany w strukturze monarchii Uzbekistanu. Emirat Bucharski, jak i Chanat Chiwy stały się państwami despotycznymi, opartymi na szariacie. Na przełomie wieku XIX i XX powstały ruchy dwa ruchy reformatorskie: młodobucharczyków i młodochiwańczyków, żądające reform gospodarczych i ustrojowych.
Przyłączenie terenów Azji Środkowej do Rosji spowodowało zachwianie ówczesnego tradycyjnego modelu religii. Utożsamienie władzy politycznej z religijną zaczynało upadać. Oddziaływanie religii, szczególnie wśród społeczności pozostającymi w kontakcie z Rosjanami, znacznie spadła. Duchowieństwo straciło swój autorytet, w większych ośrodkach miejskich zanikała m.in. niechęć do korzystania z nowoczesnych środków komunikacji takich jak kolej czy tramwaj, zwanych wcześniej „diabelskim wozem” (szejtan-arawa). Uchowały się jednak struktury religijne w społecznościach lokalnych. Rada starców z imamem na czele nadal spełniała funkcje tradycyjnego organu kontroli społecznej, a meczet wciąż pełnił funkcje ośrodka integrującego wspólnotę.
W 1917 roku abdykacja cara Mikołaja II spowodowała ożywienie aspiracji niepodległościowych ludów zamieszkujących Uzbekistan. W listopadzie 1917 roku, na IV Krajowym Zjeździe Muzułmanów w Kokandzie została proklamowana Autonomia Turkiestanu oraz został powołany jej rząd. Autonomia objęła też Kotlinę Fergańską, której formacja zbrojna składała się z basmaczów.
Rewolucja październikowa ograniczyła znaczenie religii w życiu lokalnych społeczności. W życiu społecznym zaczęto kierować się normami prawa radzieckiego zamiast szariatu, usuwając przy tym z życia rodzinnego poligamię oraz wprowadzając zmiany w prawie spadkowym.

## Islam w Uzbekistanie od upadku ZSRR po dziś
Kotlina Fergańska, ze względu na jej geograficzne uwarunkowania, była przez lata odcięta od wpływów różnych ugrupowań i władz, w tym marksizmu. W tym odizolowanym regionie już w czasach pieriestrojki zaczęły oddolnie powstawać ugrupowania takie jak Adolat czy Iman będące samozwańczymi grupami „zapewniającymi porządek w regionie”. Jednym z członków wymienionych powyżej bojówek, był Tohir Yo’ldoshev, założyciel grupy Islom Lashkorali (wojownicy islamu). W 1998 roku, wraz ze swoim wspólnikiem, Jumą Namangoniyim, utworzyli Islamski Ruch Uzbekistanu (IRU). Namangoniy utrzymywał kontakty z talibami w Afganistanie oraz brał udział w handlu narkotykami. Celem organizacji było utworzenie państwa islamskiego w Kotlinie Fergańskiej, przy jednoczesnym obaleniu rządu uzbeckiego i kirgiskiego. Wkroczenie Amerykanów do Afganistanu w 2001 roku spowodowało zacieśnienie współpracy z Al-Kaidą i talibami. W tym samym roku Namangoniy został zabity. W 2004 roku IRU przeprowadziła ataki terrorystyczne w Taszkiencie, przyznając się do ich popełnienia. Organizacja ostatecznie zmieniła front i zaangażowała się w międzynarodowy dżihad po śmierci przywódcy Yo’ldosheva w 2009 roku.
16 lutego 1999 roku w Taszkiencie eksplodowało sześć samochodów pułapek, zabijając 16 osób, a raniąc kolejnych 120. Jeden z samochodów znajdował się nieopodal gabinetu rady ministrów, gdzie miał przemawiać prezydent Islom Karimov. Podejrzenia spadły na Islamski Ruch Uzbekistanu oraz na byłego przeciwnika Karimova w wyborach prezydenckich – Muhammada Soliha, zamieszkującego w tym czasie w Turcji. Wydarzenie to nasiliło represje muzułmanów w całym Uzbekistanie. Władza postawiła sobie za cel schwytanie członków fundamentalistycznej partii panislamskiej, której celem były dążenia do ustanowienia kalifatu – Hezb-e Tahrir al-Islomi (Partia Odrodzenia Islamskiego). Powodem aresztowania mogło być nawet posiadanie Koranu. Osadzeni byli poddawani torturom, a wielu z nich zsyłano do więzienia w Jasliqu, gdzie symbolem przeprowadzanych tam tortur stała się historia mężczyzny ugotowanego żywcem we wrzątku. Państwowa propaganda miała na celu wzbudzić w ludziach strach i niechęć do muzułmanów, szczególnie tzw. wahabitów, czyli wyznawców radykalnego islamu, określanych owym pejoratywnym terminem zwolenników hanabalickiej szkoły prawa muzułmańskiego. Komitety mahalli pełniły rolę obserwatorów, uznając każdy przejaw „nadmiernej” religijności za powód do podejrzeń o ekstremizm. Władza musiała jednak określić granicę, jakie praktyki religijne są dozwolone. Muftijat, czyli Zarząd Muzułmanów Uzbekistanu, jak i inne jemu podobne organizacje w Azji Centralnej miały na celu podporządkowanie religii państwu. W celu jasnego wyznaczenia granic, uzbecki muftijat zatrudniał imamów związanych z reżimem. Kontrolowano treść kazań, które miały zawierać fragmenty pochlebne wobec prezydenta i prowadzonej przez niego polityki. Wprowadzono również zakaz noszenia strojów religijnych w miejscach publicznych. W 1995 roku zdelegalizowano partie polityczne, które poruszały w swoim programie kwestie religijne.
W maju 2005 roku w Andiżanie grupa mężczyzn zabrała broń z pobliskiej bazy wojskowej i przejęła kontrolę nad więzieniem, uwalniając tym samym około tysiąca osadzonych. Zostali wzięci zakładnicy a kontrola nad lokalnymi budynkami rządowymi wpadła w ich ręce. Na placu miasta zwołali wiec, w którym uczestniczyły tłumy wiwatujących ludzi. Wygłosili swoje postulaty, w tym żądanie uwolnienia Akroma Yo’ldosheva, muzułmanina skazanego na 17 lat więzienia po ataku z dnia 16 lutego 1999 roku. Oddziały rządowe otworzyły ogień do tłumu, zabijając przy tym od ośmiuset do nawet tysiąca pięciuset osób. O próbę dokonania przewrotu została oskarżona nieistniejąca organizacja Akromiya, wymyślona na potrzeby propagandy reżimu. Prześladowania muzułmanów wzrosły na sile.
Odwilż w kwestii podejścia państwa do religii naszedł wraz z prezydenturą Mirziyoyeva. W celu podkreślenia wagi religii w Uzbekistanie zbudowane zostało Centrum Cywilizacji Islamskiej. Służy ono jako muzeum, biblioteka, oraz ośrodek badań teologii islamskiej. Centrum współpracuje z Międzynarodową Islamską Akademią Uzbekistanu. Prześladowania zakończyły się w wielu sferach życia publicznego. Mimo że w miejscach publicznych zaczęło pojawiać się coraz więcej osób ubierających stroje religijne, to sam zakaz ich noszenia został zniesiony dopiero w 2021 roku. Kobiety zaczęły nosić hidżab, mężczyźni zaś przestali golić brody. Służby państwowe wciąż przyglądają się działalności społeczności religijnych. Znajdowane są mikrofony poukrywane w meczetach czy agenci obecni w czasie modlitw. Nielegalne jest nauczanie religii bez zgody państwa oraz dystrybucja materiałów edukacyjnych, które nie podlegały kontroli państwowej. Państwo zarządza życiem religijnym ludności. Agnieszka Pikulicka-Wilczewska porusza temat praw człowieka w Azji Centralnej, pisząc: „Z jednej strony uzbecki islam ma być oparty na osiągnięciach naukowych […], a z drugiej strony […] umiarkowanym hanafickim sunnizmem”.

## Islam w uzbeckim Internecie
Prezydent Karimov zdawał sobie sprawę, że nie możliwe jest całkowite usunięcie islamu z przestrzeni publicznej, więc aby chociaż ją kontrolować sprowadził szejka Muhammada Sodiqa Muhammada Yusufa. Na rozkaz prezydenta, w roku 2002 wrócił on po latach życia na wygnaniu by prowadzić edukację religijną w państwie. Za jego czasów powstała strona Islam.uz, gdzie pojawił się Koran w całości w języku uzbeckim oraz forum, na którym można było kierować zapytania związane z religią do samego szejka.

## Islam w prawie uzbeckim[20]
Art. 18 Konstytucji Uzbekistanu „gwarantuje obywatelom Uzbekistanu wolność i równość wobec prawa niezależnie od płci, rasy, narodowości, języka, religii, pochodzenia społecznego, przekonań i statusu społecznego oraz majątkowego”.
Art. 49 zobowiązuje obywateli do „poszanowania historycznej, duchowej i kulturalnej spuścizny narodu Uzbekistanu”.
Art. 57 zabrania tworzenia i działalność ugrupowań militarnych, partii politycznych opartych na przesłankach narodowych i religijnych oraz organizacji tajnych.
Art. 66 Konstytucji Uzbekistanu stanowi, że „związki wyznaniowe i inne zrzeszenia religijne są oddzielone od państwa i równoprawne”.

## Sztuka muzułmańska i architektura sakralna na terenach Uzbekistanu

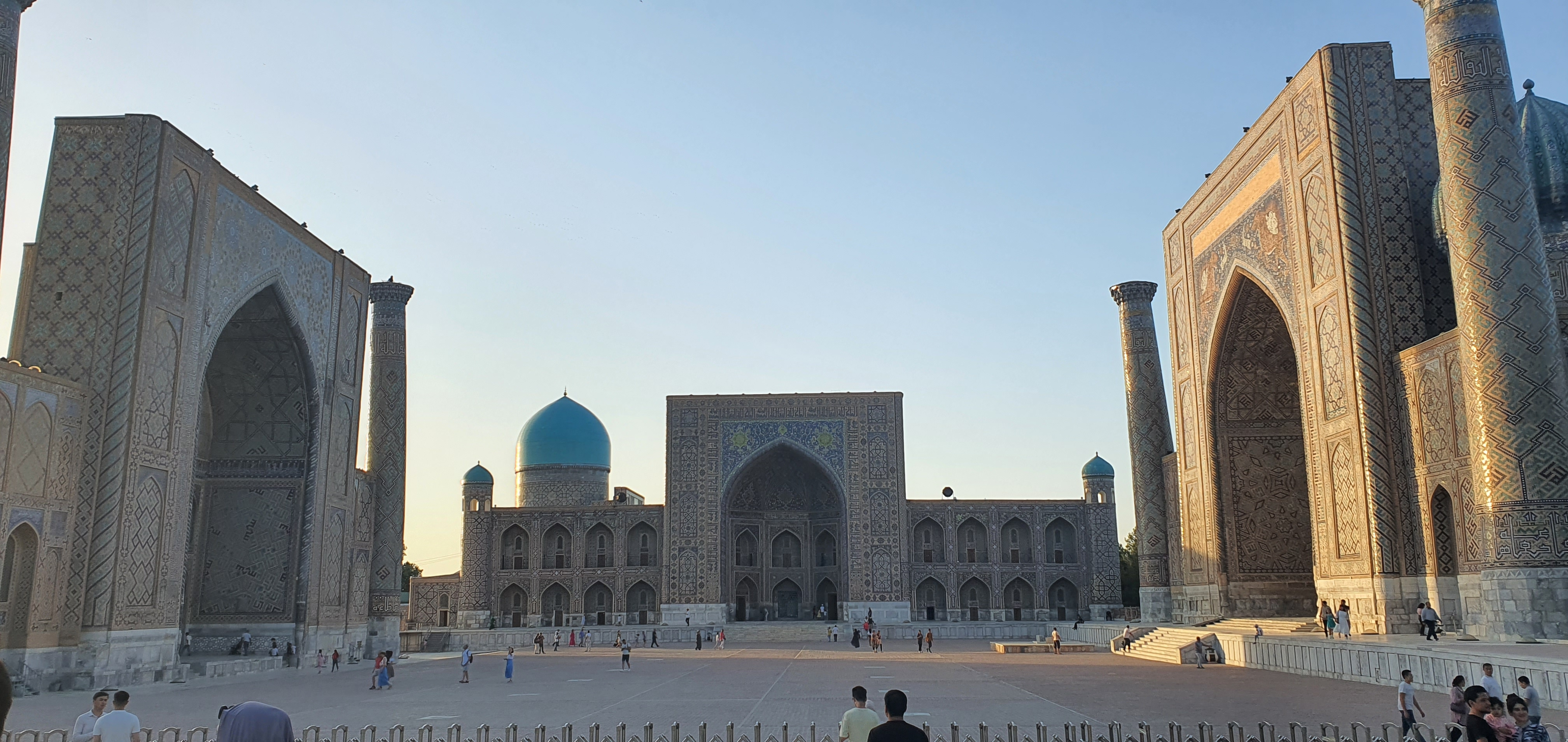
Zespół Architektoniczny Registan

Na rozkaz Qubaty ibn Muslima w VIII wieku w Samarkandzie został zbudowany meczet Hazrati Xizr. Patronem świątyni jest Al-Khidr. W 2018 roku, budynek został powiększony, na rozkaz prezydenta Shavkata Mirziyoyeva. W nowej części znajduje się grób byłego prezydenta Uzbekistanu – Isloma Karimova. Agnieszka Pikulicka-Wilczewska pisze: „Przekształcanie grobów sławnych ludzi w święte miejsca jest częścią tradycji, ale upamiętnianie Karimova w najważniejszym meczecie Samarkandy i tak może zdumiewać. Pierwszy prezydent odczuwał lęk przed islamem, a za jego rządów wierzący muzłumanie doświadczyli surowych represji.”.
W czasach rządów Timura, sprowadzono do Samarkandy najwybitniejszych artystów z całego regionu aby wnieść monumentalne budowle takie jak pałac Registan, wraz ze znajdującymi się tam trzema medresami. Całość Zespołu Architektonicznego Registan jest wpisana na listę światowego dziedzictwa UNESCO.
Opozycjonista za czasów Karimova, Muhammad Solih, poza swoją działalnością polityczną był też pisarzem. W jego twórczości można znaleźć wiele odwołań do sufickiej mistyki.

## Religijne święta narodowe[24]
- Ro’za Hayiti (Id al-Fitr)
- Qurbon Hayiti (Id al-Adha)

## Podobne tematy
- Islam w Kazachstanie
- Islam w Azerbejdżanie